# Tiâa
Pour l’article homonyme, voir Tiâa (fille de Thoutmôsis IV).
Tiâa (ou Tia'a) est une reine d'Égypte de la XVIIIe dynastie, grande épouse royale du roi Amenhotep II dont elle est la seule épouse attestée. Ses origines sont encore aujourd'hui obscures et très discutées, car elle porte le titre de « Mère du roi » (mwt-nswt), mais pas celui de « Fille du roi » (sȝt-nswt). Il est possible qu'elle soit la sœur d'Amenhotep II, ou sa demi-sœur, mais c'est loin d'être certain. Beaucoup d'égyptologues, dont Christian Leblanc, pensent qu'elle n'était pas d'origine royale et qu'il faut abandonner l'idée proposée par William Christopher Hayes qui voyait en elle une demi-sœur de ce roi, car cette hypothèse ne repose sur aucune preuve.
Elle est la dernière reine de la XVIIIe dynastie à porter le titre d'« Épouse du dieu », héritée par les femmes de la famille royale depuis sa création par Ahmès-Néfertary. Elle bénéficiait aussi de l'appellation de « Main du dieu ».
La lignée ne reprendra qu'avec Satrê, épouse de Ramsès Ier (XIXe dynastie).
Sa tombe (KV32) se trouve dans la vallée des Rois.
En 1936, on a découvert les fragments d'une statue en calcaire de Tiâa dans le temple-reposoir qu'Amenhotep II a fait élever près du sphinx sans doute pour son épouse.
Les monuments représentant Tiâa, démontrent des traits physiques tels que des cheveux blonds et des yeux bleus, ainsi qu'une chair peinte en rose, ce qui entretient les doutes sur l'origine de cette reine.